# Molophilus opulus
Molophilus opulus är en tvåvingeart som beskrevs av Alexander 1929. Molophilus opulus ingår i släktet Molophilus och familjen småharkrankar. Inga underarter finns listade i Catalogue of Life.